# Ніколешть (Яломіца)
Ніколешть, Ніколешті (рум. Nicolești) — село у повіті Яломіца в Румунії. Входить до складу комуни Мілошешть.
Село розташоване на відстані 95 км на схід від Бухареста, 24 км на північний захід від Слобозії, 130 км на північний захід від Констанци, 98 км на південний захід від Галаца.

## Населення
За даними перепису населення 2002 року у селі проживали 523 особи, усі — румуни. Усі жителі села рідною мовою назвали румунську.